# Strophostyles
Genre
Strophostyles est un genre de plantes à fleurs dicotylédones de la famille des Fabaceae, sous-famille des Faboideae, originaire d'Amérique du Nord, qui comprend quatre espèces acceptées.

## Liste d'espèces
Selon The Plant List (11 novembre 2018) :
- Strophostyles angulosa (Muhl. ex Willd.) Elliott
- Strophostyles helvula (L.) Elliott
- Strophostyles leiosperma (Torr. & A.Gray) Piper
- Strophostyles umbellata (Willd.) Britton